# Marius Broening
Marius Broening (ur. 24 października 1983 w Herrenbergu) – niemiecki lekkoatleta specjalizujący się w biegach sprinterskich, brązowy medalista mistrzostw Europy w Barcelonie (2010) w sztafecie 4 x 100 metrów.

## Sukcesy sportowe
- 2004 – mistrzostwa Niemiec juniorów – złoty medal w biegu na 100 m
- 2005 – Erfurt, młodzieżowe mistrzostwa Europy – srebrny medal w sztafecie 4 x 100 m
- 2010 – Barcelona, mistrzostwa Europy – brązowy medal w sztafecie 4 x 100 m

## Rekordy życiowe
- bieg na 100 m – 10.24 – Ulm 04/07/2009
- bieg na 60 m – 6.60 – Sindelfingen 23/02/2008